# Rhabdophryidae
Famille
Les Rhabdophryidae sont une famille de Ciliés de la classe des Kinetofragminophora et de l’ordre des Suctorida.

## Étymologie
Le nom de la famille vient du genre type Rhabdophrya, dérivé du grec ράβδος / rabdos, « bâton ; verge», et οφρύς / ophrýs, « sourcil », en référence à la forme de « baguette » cylindrique de certains individus.

## Description
L'espèce Rhabdophrya trimorpha se présente sous trois formes distinctes :
1. Des individus tentaculés, forme la plus fréquente. Ils sont allongés en forme de « baguette » cylindrique, et portent de courts suçoirs, non regroupés par faisceaux. La longueur totale du corps atteint 160 à 175 μm sur 12 à 15 μm de large. La base adhère à l’hôte, un crustacé copépode, par l'intermédiaire d'un court pédicule assez large, évasé en coupe et dépassant rarement 5 μm.
2. Des Individus vermiformes, beaucoup moins fréquents. Ils ont la même taille que les précédents, mais sont dépourvus de tentacules. Ces individus sont analogues aux individus vermiformes des Ophryodendridae (ciliés de la classe des Phyllopharyngea) et de ceux de Dendrosomides paguri Collin, 1906 (cilié de la famille des Dendrosomididae). Leur extrémité antérieure se termine par une sorte de bouton renflé, capable de s'invaginer en ventouse.
3. Des Individus unciformes, c’est-à-dire recourbés en « crochet ». Ils sont très courts, leur longueur ne dépassant pas 45 μm sur 10 μm de large. Leur extrémité antérieure se termine par une région subitement rétrécie en une sorte de bec qui, parfois, montre à son sommet une légère dépression en ventouse. Les individus de cette troisième catégorie semblent occuper, sur l'hôte, une situation constante : la partie dorsale des antennes des copépodes mâles.

Chatton et Collin déclarent en 1910 « Rhabdophrya serait donc, chez les Acinétiens (les actuels Suctorida), le premier exemple connu d'un type trimorphe ».
Ces trois formes ont les mêmes caractéristiques : 1 ou 2 vacuoles contractiles, généralement situées vers le sommet du corps. Leur appareil nucléaire consiste en un macronucléus elliptique à fins grains chromatiques et de structure très dense, et un micronucléus sphérique, mesurant environ 1,6 μm, logé dans une échancrure latérale du gros noyau. Ces noyaux sont sur la partie médiane du corps, mais parfois sur le tiers ou le quart inférieur du corps.

## Habitat et répartition
L'espèce Rhabdophrya trimorpha a été découverte en Méditerranée, vivant en parasite sur des crustacés de l'espèce Cletodes longicaudatus (Boeck, 1872). Ces crustacés de l'ordre des Harpacticoida (en) font partie d'un groupe particulier de copépodes exclusivement benthiques.

## Liste des genres
Selon GBIF (1er juin 2023) :
- Rhabdophrya Chatton & Collin, 1910 genre type[1]
  - Espèce type : Rhabdophrya trimorpha Chatton & Collin, 1910
- Trophogemma Jankowski, 1970
- Trophogemma Yankovskii, 1970

## Systématique
Le nom valide de ce taxon est Rhabdophryidae Jankowksi, 1970.